# 丸子三左衛門
丸子 三左衛門（まりこ さんざえもん）は、戦国時代の武将。真田氏の家臣。丸子城主。

## 経歴
天正13年（1585年）8月2日の上田合戦の際、上田城攻めに失敗した徳川軍は丸子城に矛先を変え、8月19日に諏訪頼忠が攻めかかるも、少数の兵で守りきった。丸子城の戦いとも呼ばれる。その後は海野の姓を与えられ、真田信之に仕えたという。